# Alexander Wassiljewitsch Tkatschow
Alexander Wassiljewitsch Tkatschow (russisch Александр Васильевич Ткачёв; * 4. November 1957 in Semiluki) ist ein ehemaliger sowjetischer Kunstturner. Er war 1980 zweifacher Olympiasieger.
Er nahm 1980 an den Olympischen Sommerspielen in Moskau für die Sowjetunion teil. Mit dem sowjetischen Team konnte er den Mannschaftsmehrkampf gewinnen. In den Einzelwettkämpfen gewann er Gold am Barren und eine Silbermedaille an den Ringen. Im Einzelmehrkampf wurde er Vierter und am Seitpferd kam er auf Platz 5.
Tkatschow gewann insgesamt neun Medaillen bei Turn-Weltmeisterschaften. Er wurde zweimal Weltmeister im Mannschaftsmehrkampf und einmal am Barren.
1977 führte Tkatschow ein neues Element am Reck auf, das später „Tkatschow-Grätsche“ benannt wurde. Es wurde eines der beliebtesten und beeindruckendsten Elemente, das häufig bei internationalen Wettkämpfen aufgeführt wird.
Tkatschow wurde 2011 in die International Gymnastics Hall of Fame aufgenommen.